# فرانک بیرد (موسیقی‌دان)
فرانک بیرد (انگلیسی: Frank Beard؛ زادهٔ ۱۱ ژوئن ۱۹۴۹) طبل‌زن اهل ایالات متحده آمریکا است. وی از سال ۱۹۶۹ میلادی تاکنون مشغول فعالیت بوده است.
از فیلم‌ها یا برنامه‌های تلویزیونی که وی در آن نقش داشته است می‌توان به یک نقشه ساده اشاره کرد.